# Aeroportul Dole–Jura
Aeroportul Dole–Jura (IATA: DLE, ICAO: LFGJ) este un aeroport din Tavaux⁠(d), Cantonul Chemin, Arondismentul Dole, Jura, Burgundia-Franche-Comté, Franța metropolitană, Franța ce deservește zona Dole. Aeroportul a fost tranzitat în 2022 de 100.401 pasageri. A fost deschis în 1939 și numit după zona deservită.
Situat la o altitudine de 197 m, aeroportul dispune de 1 pistă. Este operat de Edeis⁠(d).

## Infrastructură

### Piste
Aeroportul dispune de o singură pistă. Pista 05/23 are suprafața de asfalt și dimensiunile 2.230 m × 45 m. 